# Tillandsia celata
Tillandsia celata là một loài thực vật có hoa trong họ Bromeliaceae. Loài này được Ehlers & Lautner mô tả khoa học đầu tiên năm 2006.